# Molly Renshaw
Molly Jane Renshaw (ur. 6 maja 1996 w Mansfield) – brytyjska pływaczka specjalizująca się w stylu klasycznym, mistrzyni świata na krótkim basenie (2016) i mistrzyni Europy.

## Kariera pływacka
W 2014 roku na Igrzyskach Wspólnoty Narodów w Glasgow zdobyła srebrny medal w sztafecie 4 × 100 m stylem zmiennym oraz brąz na dystansie 200 m stylem klasycznym. Kilka tygodni później została wicemistrzynią Europy w konkurencji 200 m żabką, uzyskawszy w finale czas 2:23,82.
Rok później, podczas mistrzostw świata w Kazaniu z czasem 2:26,32 zajęła 18. miejsce na 200 m stylem klasycznym.
Na mistrzostwach Europy w Londynie płynęła w wyścigu eliminacyjnym sztafet zmiennych 4 × 100 m. Otrzymała złoty medal po tym, jak Brytyjki zwyciężyły w finale. Na dystansie 200 m żabką znalazła się tuż poza podium (2:23,18).
Podczas igrzysk olimpijskich w Rio de Janeiro na dystansie 200 m stylem klasycznym w półfinale ustanowiła nowy rekord Wielkiej Brytanii (2:22,33). W finale uzyskała czas 2:22,72 i uplasowała się na szóstej pozycji. W konkurencji 100 m żabką nie zakwalifikowała się do półfinału i zajęła 23. miejsce (1:07,92).
Cztery miesiące później, na mistrzostwach świata na krótkim basenie w Windsorze zdobyła złoty medal na 200 m stylem klasycznym.